# دار الجلولي
دار الجلولي، هي أحد معالم المدينة العتيقة بتونس. أنشأت الدار في اواخر القرن الثامن عشر على يد محمود الجلولي، أحد أهم تجار تونس و رجال حمودة باشا و علي باشا في القرنين الثامن و التاسع عشر.

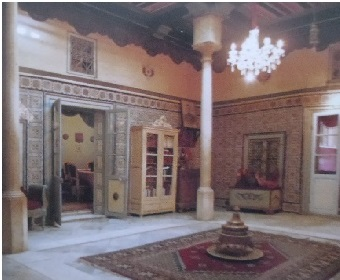
فناء دار الجلولي

## التاريخ
في نهاية القرن الثامن عشر، اشترى محمود الجلولي دارا كانت مهداة من قبل حسين بأي لابنته الأميرة فاطمة زوجة الوزير رجب خزندار من خلال مقايضة مقابل بعض ممتلكاته الشخصية، ثم حوله إلى قصر بفضل التوسيعات التي بدءها هو و تواصلت مع ابنيه القائدين فرحات و حسين.

## الموقع
يوجد القصر قرب تربة الباي بنهج الغني بالمدينة العتيقة بتونس.
و قد سمي النهج بهذا الاسم لمدى ثراء عائلة الجلولي.

## الهندسة
للمبنى التركيبة التقليدية للقصور بالمدينة العتيقة بتونس
فبه دريبة سقيفة و فناء فسيح تحيط به بالطابق السفلي عدد من الغرف ذات الكوة و مجموعة من المرافق العمومية بالطابق العلوي كالمطبخ و الحمام
إضافة إلى هذا فبالقصر جناح مخصص للضيوف تتوسطه ساحة صغيرة و قاعة راحة لصاحب الدار بالسطيحة أو كشك
كما أن تصميم القصر يجمع بين النمطين التقليدي المحلي و الغربي من أعمدة ذات تيجان تركية خزف إيطالي و قلالي و سقوف إسبانية مفربية ذات رخام ابيض وخشب مغطى برسوم الزهور الملونة